# Albin Rosengren
Albin Ragnar Valfrid Rosengren, född den 11 september 1884 i Stenåsa församling, Kalmar län, död den 31 december 1954 i Stockholm, var en svensk jurist. 
Rosengren avlade juris kandidatexamen vid Uppsala universitet 1910 och genomförde tingstjänstgöring 1912–1913. Han blev tillförordnad fiskal i Svea hovrätt 1917, extra ordinarie assessor 1918 och ordinarie assessor 1919. Rosengren var hovrättsråd i Svea hovrätt 1926–1951 och divisionsordförande 1942–1951, från 1947 med titeln lagman. Han  blev riddare av Nordstjärneorden 1929 och kommendör av andra klassen av samma orden 1941. Rosengren vilar på Norra begravningsplatsen utanför Stockholm.